# エドゥアルト・シュトラウス1世
エドゥアルト・シュトラウス1世（ドイツ語: Eduard Strauß(ss) I., 1835年3月15日 - 1916年12月28日）は、オーストリアの作曲家・指揮者。
ヨハン・シュトラウス1世の四男。ヨハン・シュトラウス2世とヨーゼフ・シュトラウスの弟にあたり、息子にヨハン・シュトラウス3世が、孫にエドゥアルト・シュトラウス2世がいる。

## 概要
愛称は「ハンサム・エディ」。長兄ヨハン・シュトラウス2世の勧めによって、次兄ヨーゼフ・シュトラウスと同じように半ば強引に音楽家としてデビューさせられた。
ポルカを中心におよそ300曲もの作品を残し、特に『テープは切られた』や『速達郵便で』といったポルカ・シュネルの作曲を得意としたが、兄のヨハン2世とヨーゼフに比べると一般的に作品の評価は低い。一方で、オーケストラの統率力は、兄たちと比べ数段優れていたとされる。およそ30年にわたってオーストリアの宮廷舞踏会音楽監督を務めた。
父や兄たち、そして子孫たちが「シュトラウス」という綴りを「Strauss」と書いているのに対し、エドゥアルトだけは一貫して「Strauß」と表記した。現在までシュトラウス姓を名乗っているのは、3兄弟のうちエドゥアルトの子孫のみである。（シュトラウス家も参照）

## 生涯

### 前半生
1835年3月15日、音楽家ヨハン・シュトラウス1世とその妻マリア・アンナ・シュトレイムとの間に誕生した。当時、父は愛人エミーリエ・トランプッシュとの同棲を始め、ほとんど本宅には寄り付かなくなっていた。そのため、エドゥアルトは父親の顔をほとんど知らずに育った。
1848年革命に際しては、さまざまな形で関与した父や兄二人とは異なり、まだ13歳であったエドゥアルトは母アンナとともに修道院に避難していた。
父の命令によって弁護士の道を歩まされそうになったこともあるが、高校時代にラテン語とギリシア語を学び、さらにフランス語、イタリア語、スペイン語なども習得し、非常に語学に優れていたことから、外交官となることを目指した。オリエンタル・アカデミーへの採用も決定していたが、母アンナが「息子が遠い世界に行かされるのを不憫に思う親心」から断固として反対したため、やむなくアカデミー志願を取り消した。

### 音楽家デビュー

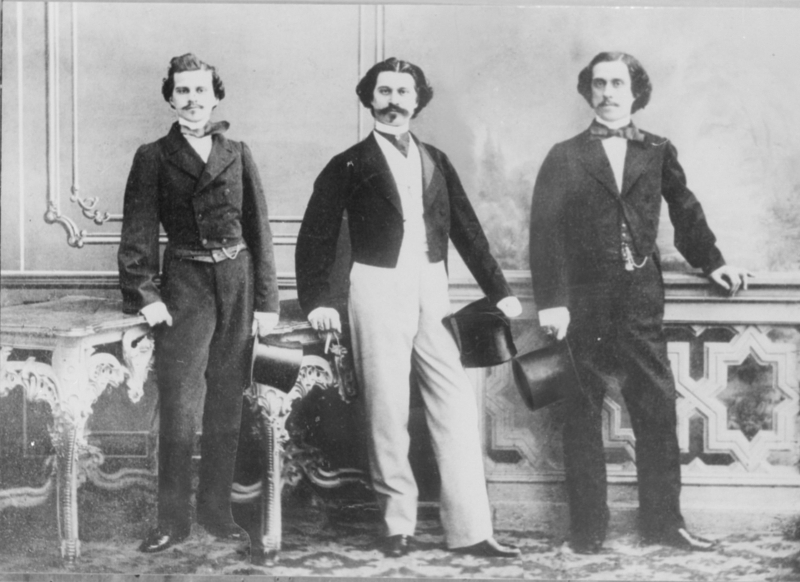
シュトラウス3兄弟。左から順にエドゥアルト、ヨハン2世、ヨーゼフ

兄のヨハン2世は、半ば強引にエドゥアルトを音楽家の道に引きずり込もうとした。兄の「この上なくしつっこい勧め」によりエドゥアルトは、当時弾き手の少なかったハープや通奏低音、ピアノとヴァイオリンを学ばせられた。当時のエドゥアルトは、「ぜひにとせがまれた」ハープを習得することによって、将来は世間並み以上の収入を得られるだろうと考えたという。
| 「 | ヨーゼフが人生の進路を変えさせられたように、ヨハンは私にも影響を与えて、彼の歩みについてゆく羽目になった。（1906年に刊行された自伝『回想録』より） | 」 |

1855年2月11日、兄の率いるシュトラウス楽団でハープ奏者としてゾフィエンザールでデビューを飾った。指揮者としてデビューしたのは1861年のことであった。シュトラウス一家の中では、兄のヨハン2世とヨーゼフに押されて陰に隠れがちであったが、1869年にはポルカ『テープは切られた』を発表して自分なりの評価を確立した。作品の質は安定的であったが、大ヒットした作品は少なく、時として楽譜出版社を見つけるのに苦労することもあった。ヨハン2世曰く、「彼の作曲は悪くないのだが、誰も買いたがらないのだ」（1892年）

### 宮廷舞踏会音楽監督

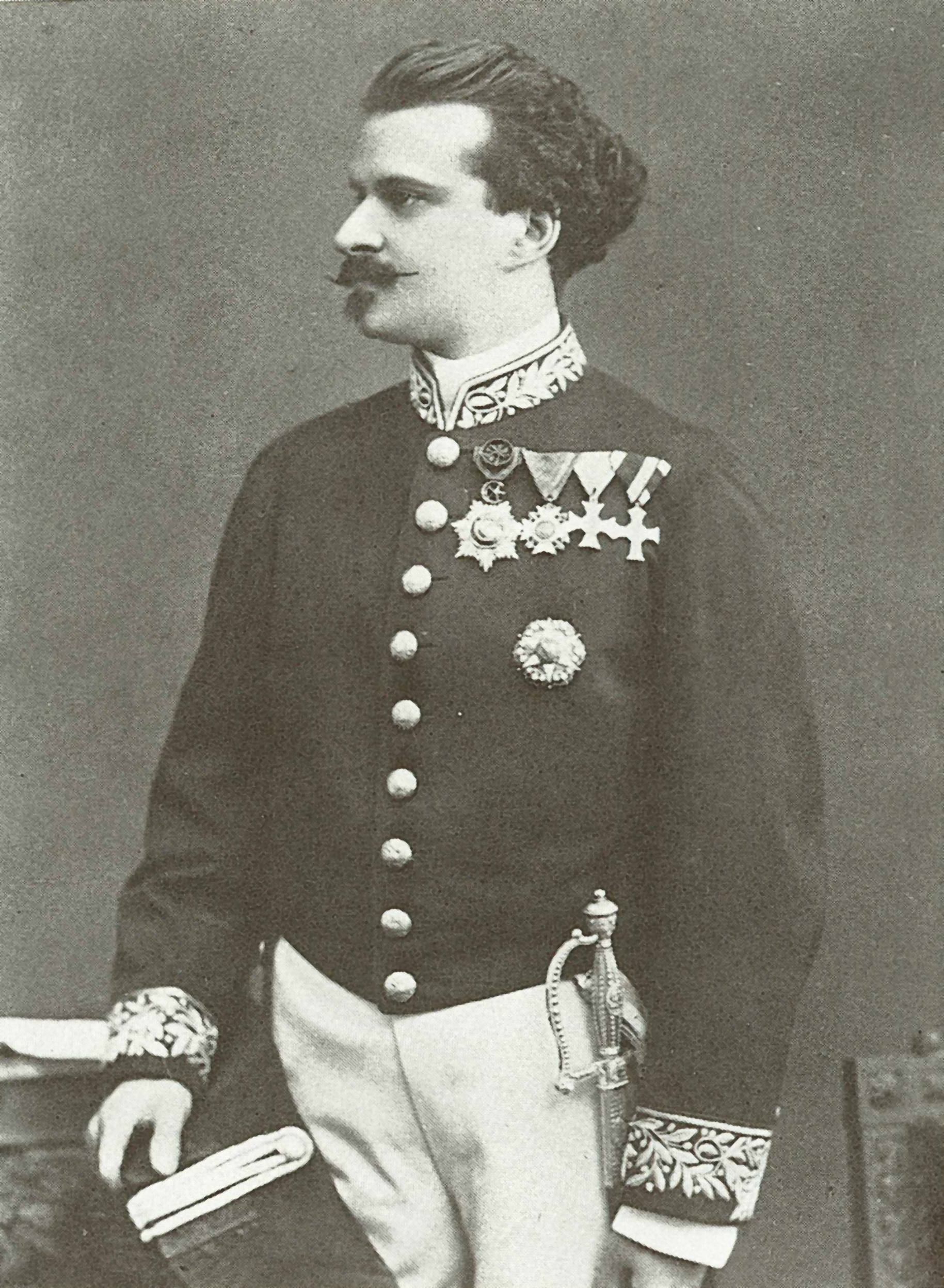
1873年撮影、宮廷舞踏会音楽監督を引き継いで間もない頃のエドゥアルト

1870年に母アンナと次兄ヨーゼフが死んだことによって長兄ヨハンは気力を失い、しばらくして栄誉ある宮廷舞踏会音楽監督の職を降板してしまった。この時エドゥアルトはヨハンから役職を譲られ、1872年に兄の跡を引き継いで宮廷舞踏会音楽監督となった。
兄ヨハンは、演奏会のクライマックスに突然登場して、エドゥアルトに代わって指揮をすることもあった。また、エドゥアルトが引き受けるべき栄誉ある仕事を、ヨハンは平気で赤の他人に与えてしまうこともあった。これらの兄の無神経な行動にエドゥアルトは激しい怒りを抱いていたという。エドゥアルトとヨハン2世の関係はしばしば緊張した。
| 「 | いったいいくつになったら、兄は決して敵なんかじゃないという気持ちになれるんだ。おまえがやたらと突っ張るせいで私たちの関係に時々ひびが入るが、おまえに対する兄貴としての情愛が変わっていないことは知っておいてもらいたい。（兄ヨハン2世の手紙、1892年） | 」 |

1895年に作成されたヨハン2世の遺言書では、「恵まれた境遇にある」という理由で相続権を与えられなかった。エドゥアルトは1897年に妻子の浪費のせいで財政破綻したが、ヨハン2世の態度は変わらなかった。「エドゥアルトへの取り分を残さなかった理由は、今ではもうないわけだが、だからといって今さら変える気はない。弟の状況が良くなることを望むだけだ」
1898年12月、長男ヨハン・シュトラウス3世が音楽家としてデビューした。

### 引退表明

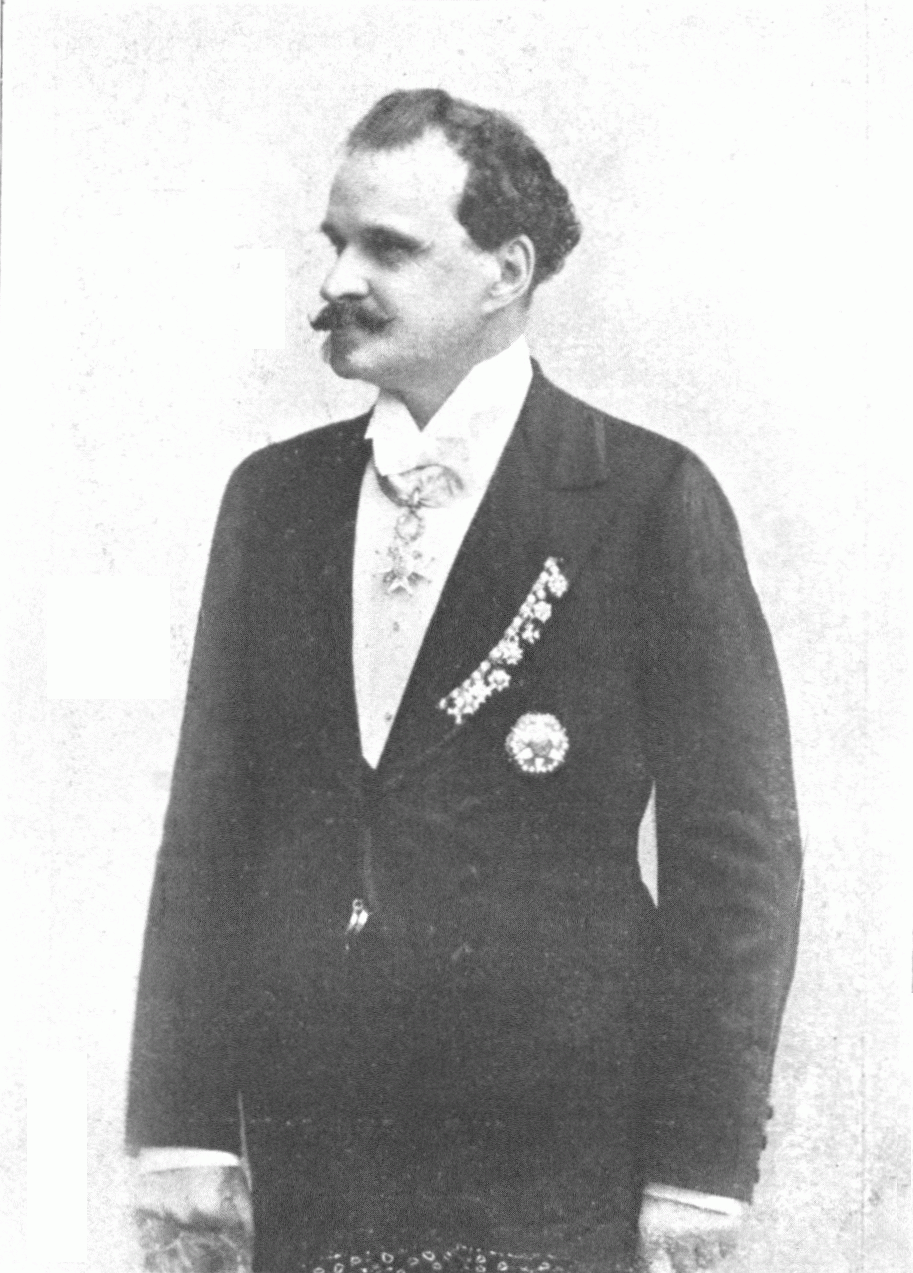
エドゥアルト（1905年以前）

1899年6月に兄ヨハンが死去すると、翌1900年12月、作品番号がちょうど300となることを節目に引退を表明する。1901年2月、父ヨハン1世以来70年以上にわたって続いてきたシュトラウス楽団を解散し、宮廷舞踏会音楽監督を降板した。ウィーンの新聞がエドゥアルトとシュトラウス楽団を「過去の遺物」と批判したことに立腹したことや、シュトラウス一家の末っ子として長年陰で地味に支えさせられたことへの不満や、自身の名前を無断使用したオーケストラが出現したことなどがシュトラウス楽団解散の原因であったとされる。なお、長男ヨハン3世はシュトラウス楽団の解散にともなって自身の楽団を組織した。
1906年、音楽家生活の回顧録『回想』を出版した。この本によれば、エドゥアルトは1869年に次兄ヨーゼフと「社会契約」という名の約束を交わしたという。その内容は、二人のうちの生き残ったほうは、未亡人の生活を支援することを条件に、故人のあらゆるオーケストラ用楽譜や音楽資料の演奏・所有の権利を獲得する。そして音楽活動をやめる際には、それらが第三者の手に渡るのを防ぐためにすべて破棄する、というものであった。
1907年10月22日、一家がオーケストラの演奏に使用してきた楽団所有の楽譜を、ウィーンの2つの陶器工場に持ち込んで窯炉で焼却処分した。1000曲を超える一家のオリジナル作品の自筆譜や、他の作曲家（マイアベーア、ヴェルディ、ワーグナー、ベートーヴェン、メンデルスゾーンら270人以上）の編曲譜が処分され、その総量は包みにして2547個、枚数にして70万枚から100万枚にも及んだ。最初の工場でエドゥアルトは、椅子に座っていらいらして目を背けたり、事務所との間を往復したりしながら、5時間かけて焼却に立ち会ったという。
当時の批評家はこのエドゥアルトの行為について、「彼はウィーンの歴史の一片を灰にしてしまった。比類なき音楽の宝物を、彼の生まれたウィーンから盗みとってしまったのだ」と痛烈に批判した。なお、一家の作品のほとんどはピアノ譜として出版されて広く出回っており、さらに写譜業者のもとにはコピーが残っていたため、楽譜の大部分は再構成されて現在に伝わっている。

### 死去

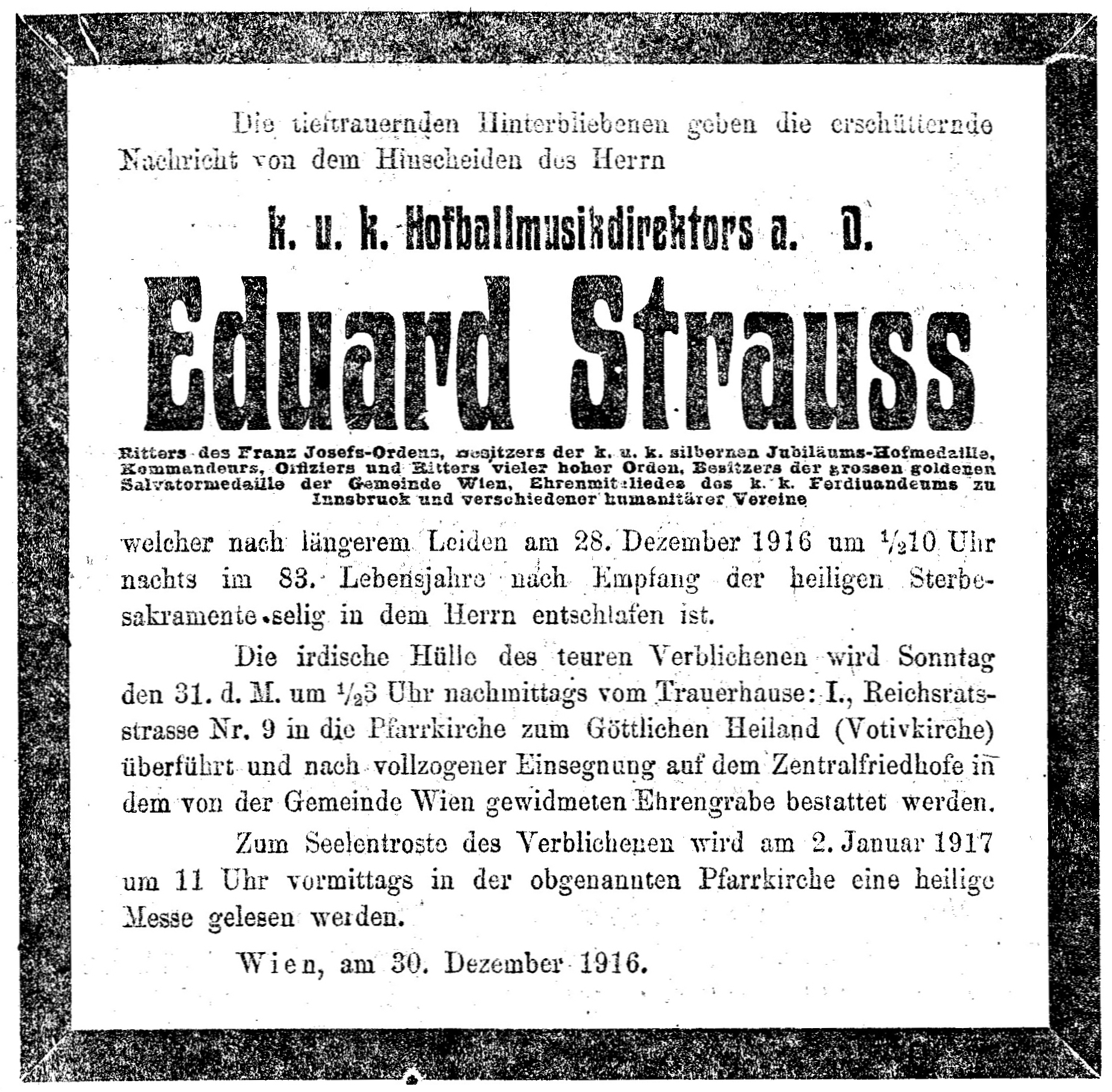
「宮廷舞踏会音楽監督エドゥアルト・シュトラウス死去、1916年12月28日」（1916年12月30日）

第一次世界大戦中の1916年12月28日、81歳の天寿を全うした。老帝フランツ・ヨーゼフ1世崩御のおよそ一か月後のことであった。亡くなる間際、「独りぼっちになって長生きをしたって辛いものだ」と呟いたという。その亡骸は、エドゥアルト自身の遺言によって、宮廷舞踏会音楽監督の制服を着たままの状態でウィーン中央墓地に埋葬されたという。
ちなみに、エドゥアルトが解散したシュトラウス楽団は、孫のエドゥアルト・シュトラウス2世が1966年にウィーン・ヨハン・シュトラウス管弦楽団として再興している（19世紀当時と同じ楽団の編成）。

## 家族
妻マリア・クレンカールト（1840-1921）との間に二人の息子を儲けた。
- 長男：ヨハン・エドゥアルト（1866-1939、ヨハン3世）
- 次男：ヨーゼフ・エドゥアルト（1868-1940、エドゥアルト2世の父）

なお、ヨハン・シュトラウス1世の血統が男系で続いている（現在もシュトラウス姓を名乗っている）のは、エドゥアルトの子孫のみである。

## 関係年表
- 1835年3月15日 誕生

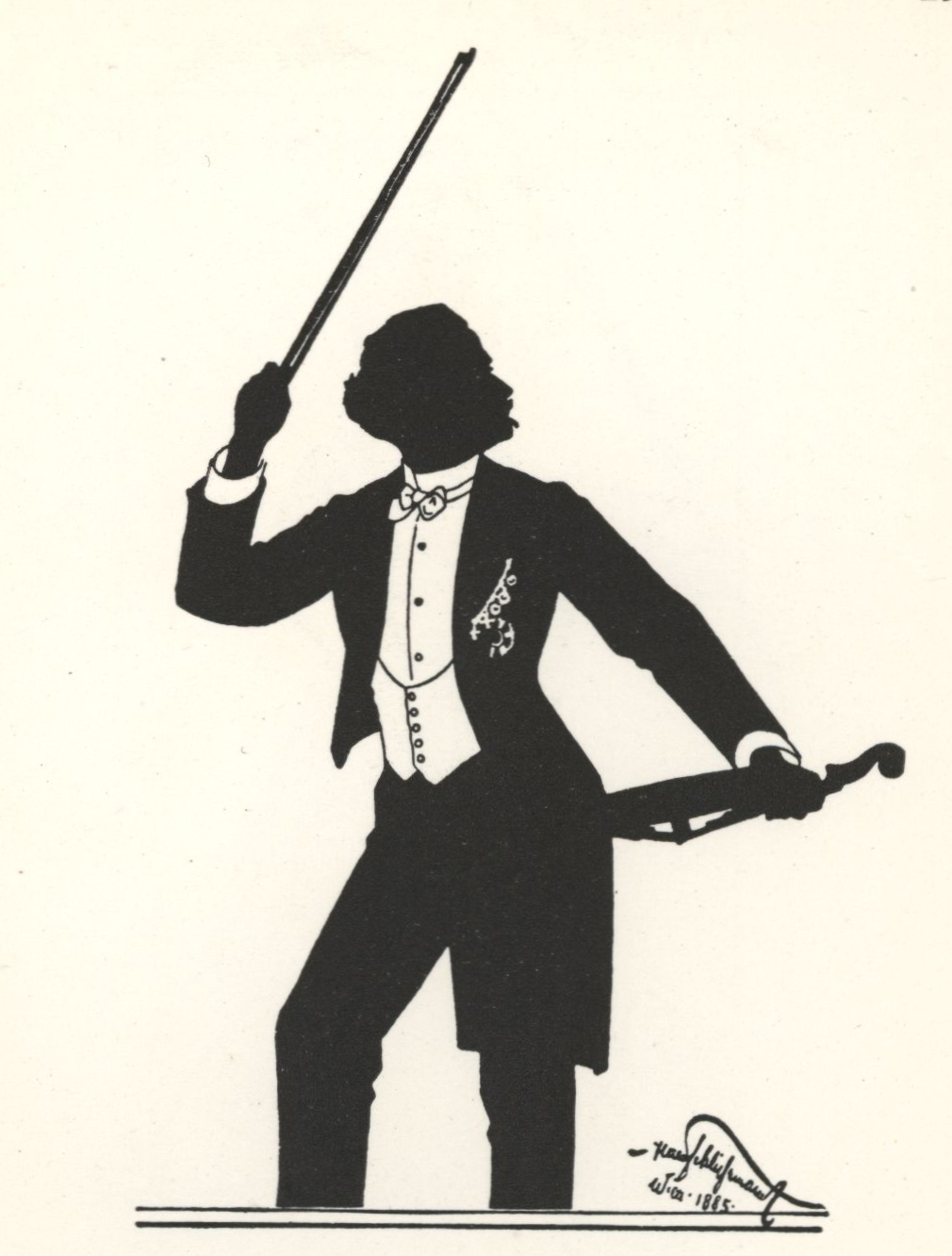
ヴァイオリンを弾きながら指揮するエドゥアルト

- 1855年2月11日 兄ヨハンの楽団のハープ奏者として音楽家デビュー
- 1861年2月6日[12] 指揮者としてデビュー（場所はヴィンター・ガルテン）
- 1863年   マリア・クレンカールトと結婚
- 1870年2月23日 母アンナ死去
- 1870年7月22日 次兄ヨーゼフ42歳で死去
- 1872年   宮廷舞踏会音楽監督就任
- 1885年   初のイギリス演奏旅行
- 1890年   初のアメリカ演奏旅行
- 1895年   2度目のイギリス演奏旅行。ヴィクトリア女王御前演奏
- 1897年   財政破綻。理由は2人の息子と妻による浪費。
- 1899年6月3日 長兄ヨハン73歳で死去
- 1900年   2度目のアメリカ演奏旅行
- 1900年12月12日 メトリポリタン歌劇場で慈善演奏会。この演奏会をもって引退表明。
- 1901年   76年続いた楽団を解散
- 1903年   姉アンナ74歳で死去
- 1906年   回顧録を出版
- 1907年10月22日 自作を含む一族の自筆譜（他の作曲家の編曲譜を含む）を焼却工場で焼却
- 1915年     姉テレーゼ84歳で死去
- 1916年12月28日 心臓麻痺が原因で死去。81歳（ウィーン中央墓地に埋葬）。

## 作品

### ワルツ

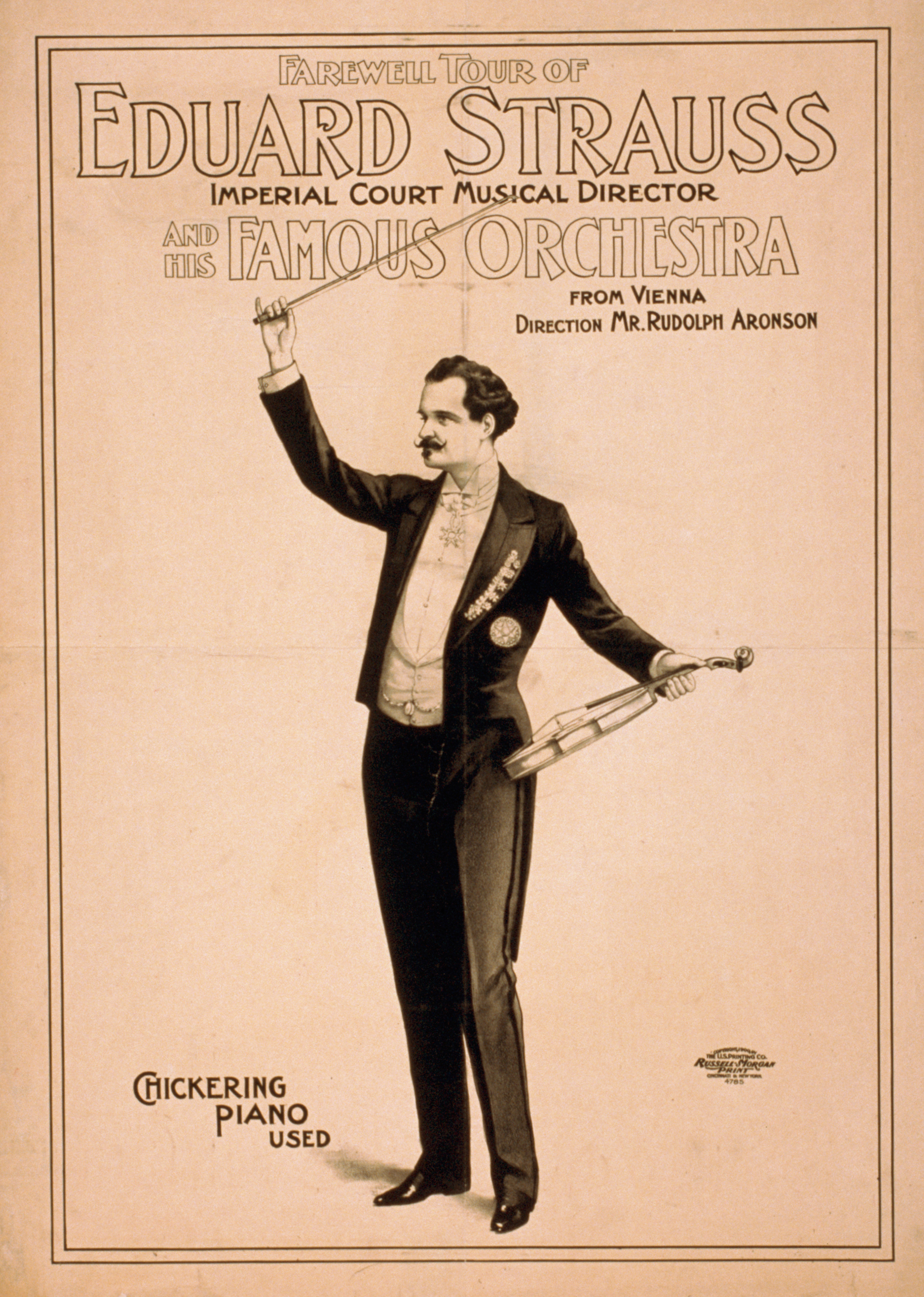
エドゥアルトの演奏旅行を告知するポスター

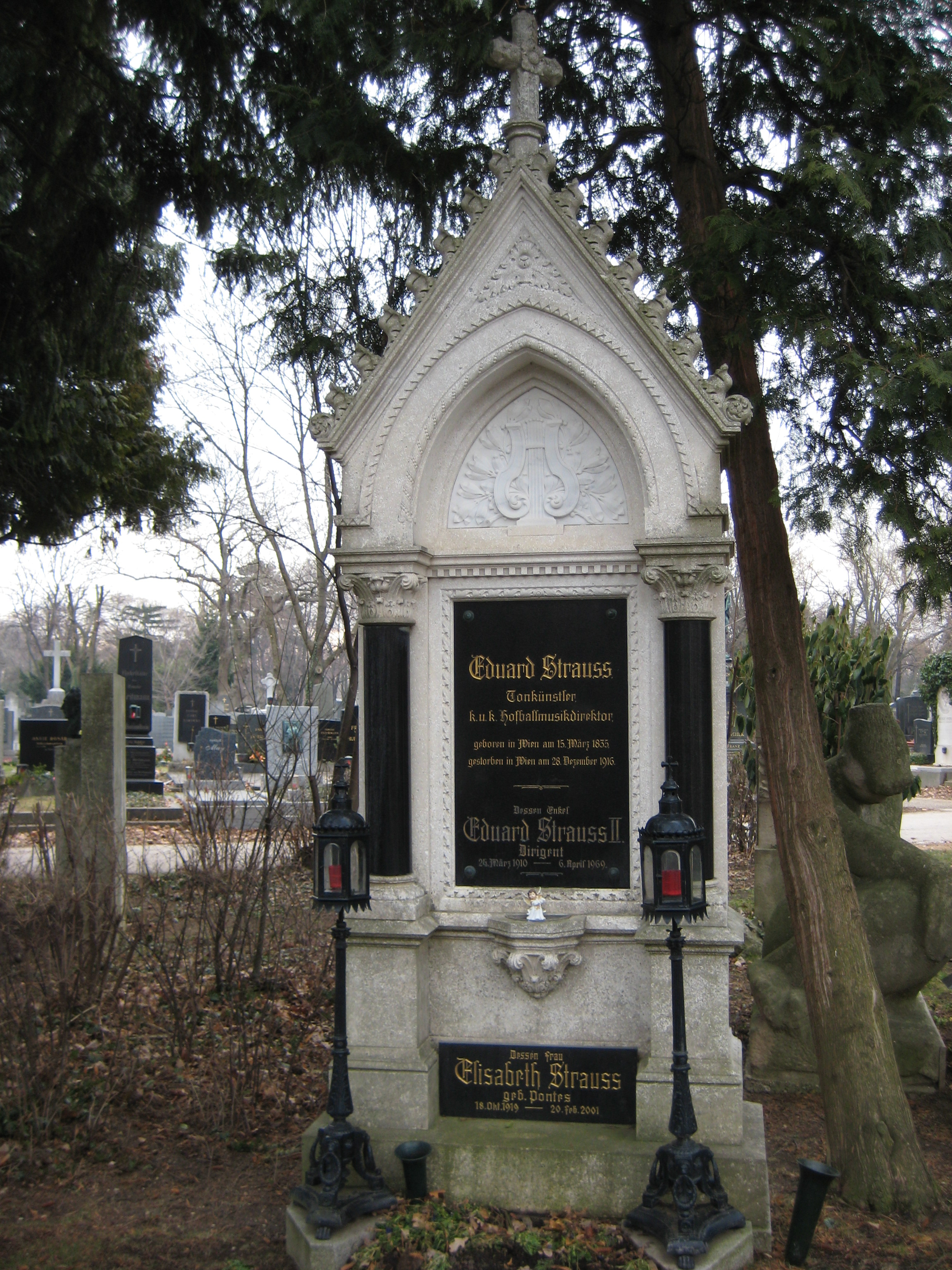
エドゥアルトの墓所。孫のエドゥアルト2世もここに眠る

- 素敵な感じ（Fesche Geister）op.75
- ドクトリン・ワルツ（Doctrinen-Walzer）op.79
- ミルテの小さな花束（Myrthen-Strausschen）op.87
- アボンネンテン（Die Abonnenten）op.116
- 人生は美しい!（Das Leben ist doch schön!）op.150
- 蛍（Leuchtkäferln）op.161
- 遊覧旅行（Lustfahrten）op.177
- 火の粉（Feuerfunken）op.185
- 発車の合図（Glockensignale）op.198
- ヴェールと王冠（Schleier und Kröne）op.200
- 舞踏会の思い出（Ball-Erinnerungen-Walzer）op.300

### ポルカ・フランセーズ
- 理想（Ideal）op.1
- みつばち（Die Biene）op.54
- 行きと帰り（Tour und Retour）op.125
- アルプスの薔薇（Alpenrose）op.127
- 国から国へ（Vom land zu land）op.140
- プラハへの挨拶（Gruss an Prag）op.144
- 流れと共に(Mit der Strömung) op.174
- ドレスデンの思い出（Souvenir de Dresde)op.182

### ポルカ・シュネル
- テープは切られた（Bahn frei） op. 45
  - 最も著名な作品。
- 蒸気を立てろ!（Mit Dampf!）op.70
- さあ、逃げろ!（Auf und davon!）op.73
- 人が笑い生きるところ（Wo man lacht und lebt）op.108
- 急行列車（Ohne Aufenthalt）op. 112
- エンス川を下って（Unter der Enns）op.121
- バーデンの思い出（Souvenir de Bade）op.146
- ウィーンよ、全てのものの上にあれ!（Wien über alles!）op.172
- 若人の情熱（Jugendfeuer）op.210
- 粋に（Mit chic）op.221
- 喜んで（Mit vergnugen）op.228
- ブレーキかけずに（Ohne bremse）op.238
- 負けるものか（Um die Wette）op.241
- 速達郵便で（Mit Extrapost）op.259

### ポルカ
- 古きイギリスよ永遠に!（Old England for ever!）op.239

### カドリーユ
- 美しきエレーヌ・カドリーユ（Helenen-Quadrille） op.14
- コスコレット・カドリーユ（Cascoletto-Quadrille） op.15
- カルメン・カドリーユ（Carmen-Quadrille）op.134
- ファティニッツァ・カドリーユ（Fatinitza-Quadrille）op.136
- ボッカチオ・カドリーユ（Boccacio-Quadrille）op.180
- 射撃のカドリーユ（Schützen-Quadrille）
  - 長兄ヨハン、次兄ヨーゼフとの共作